# Stephanie Peacock

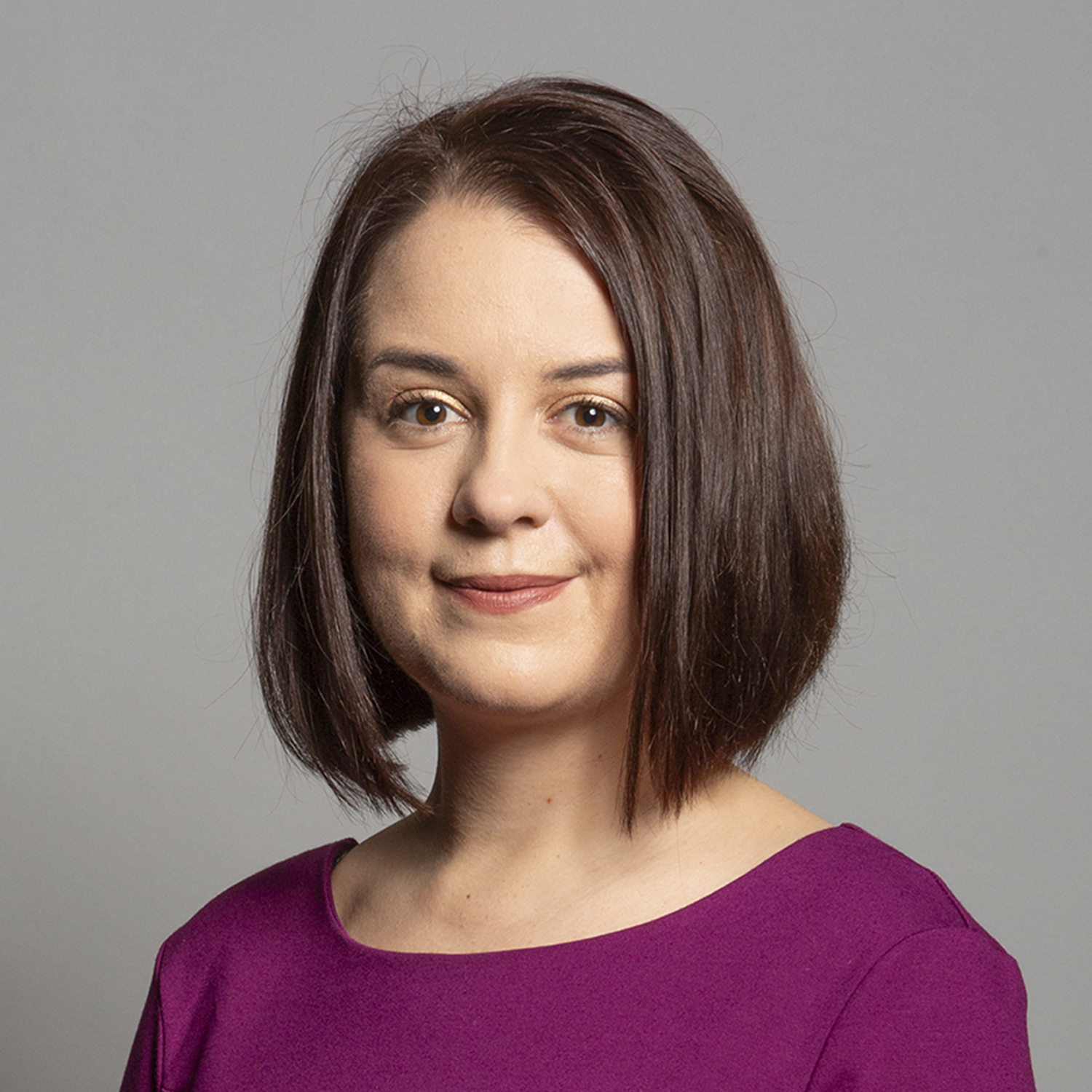
Stephanie Peacock, offizielles Portraitfoto 2019.

Stephanie Peacock (* 19. Dezember 1986) ist eine Politikerin der britischen Labour-Partei und ehemalige Gewerkschaftsfunktionärin.
2017 wurde sie Abgeordnete (Member of Parliament, MP) für Barnsley East, einem Wahlkreis in South Yorkshire. Bei den Parlamentswahlen 2019 behielt sie ihren Sitz, aber mit deutlich geringerer Mehrheit als 2017.
Peacock hat an der University of London Geschichte studiert und hält einen Master-Abschluss vom Institute of Education des University College London.
Im Parlament war Peacock im Ausschuss für internationalen Handel und im Ausschuss für Wissenschaft und Technologie (Commons) tätig. Seit April 2020 gehört Peacock dem Team des Schattenkabinetts für Umwelt, Ernährung und Angelegenheiten des ländlichen Raums an.